# Палевицы (сельское поселение)
Палевицы — административно-территориальная единица (административная территория село с подчинённой ему территорией) и муниципальное образование (сельское поселение с полным официальным наименованием муниципальное образование сельского поселения «Палевицы») в составе муниципального района Сыктывдинского в Республике Коми Российской Федерации.
Административный центр — село Палевицы.

## История
Статус и границы административной территории установлены Законом Республики Коми от 6 марта 2006 года № 13-РЗ «Об административно-территориальном устройстве Республики Коми».
Статус и границы сельского поселения установлены Законом Республики Коми от 5 марта 2005 года № 11-РЗ «О территориальной организации местного самоуправления в Республике Коми».

## Население
| 2010  | 2011  | 2012  | 2013  | 2014  | 2015  | 2016  |
| ----- | ----- | ----- | ----- | ----- | ----- | ----- |
| 1161  | ↘1159 | ↗1183 | ↘1169 | ↗1172 | ↘1145 | ↗1155 |
| 2017  | 2018  | 2019  | 2020  | 2021  |       |       |
| ↘1140 | ↘1093 | ↘1078 | ↘1059 | ↗1104 |       |       |

## Состав
Состав административной территории и сельского поселения:
| № | Населённый пункт | Тип населённого пункта       | Население |
| - | ---------------- | ---------------------------- | --------- |
| 1 | Гавриловка       | деревня                      | 98        |
| 2 | Ивановка         | деревня                      | 221       |
| 3 | Палевицы         | село, административный центр | 612       |
| 4 | Пычим            | посёлок                      | 15        |
| 5 | Сотчемвыв        | деревня                      | 200       |
| 6 | Тупицыно         | деревня                      | 15        |